# Leopold Vindictive 200
Leopold Vindictive 200 was een Belgische verzetsgroep rond de voormannen Jozef Raskin, Arseen Debaillie, Hector Joye.

## Geschiedenis
Via de operatie Columba, dat startte in 1941, kreeg de familie Debaillie een postduif in handen. 
Hector Joye was een veteraan met verwondingen van een gasaanval in WOI en had permissie om naar de zee te gaan. Hij bespioneerde zo Duitse infrastructuur aan de kustlijn.
De naam Leopold Vindictive werd gebruikt om hun identiteit te bewijzen zonder zich bloot te geven. 
Raskin verklapte in het eerste schrijven, van 12 juli 1941, dat hij de aalmoezeniers met baard was die adminiraal Keyes hand geschud had op 27 maart 1940 om halfacht. Raskin had Keyes ontmoet bij een bijeenkomst met Koning Leopold III.HMS Vindictive was de boot waarmee Keyes in WOI de havengeul van Oostende had geblokkeerd.
Op 15 juli bevestigde een BBC-bericht dat de boodschap ontvangen was door middel van de mededeling "Leopold Vindictive 200, de sleutel past op het slot en de vogel zit in de leeuwenkooi." 
Ook de Duitsers hoorden dit en na onderzoek werd op 1 mei 1942 Raskin gearresteerd. Op 5 mei 1942 kreeg MI6 het telegram "Leopold Vindictive gearresteerd".
In een volkstribunaal voorgezeten door Roland Freisler werden ze tot de dood veroordeeld. Op 18 oktober 1943 werd dit in de gevangenis van Dortmund uitgevoerd met een guillotine.
Na de oorlog werd de verzetsgroep in het referentiewerk Geheime Oorlog 40/45 als klein beschouwd. Pas later kwam de gedetailleerde informatie, kaarten en zendingen aan het licht.